# إي. ميريل روت
إي. ميريل روت (بالإنجليزية: E. Merrill Root)‏ هو كاتب وشاعر أمريكي، ولد في 4 يناير 1895 في بالتيمور في الولايات المتحدة، وتوفي في 26 أكتوبر 1973 في كينبونكبورت في الولايات المتحدة.